# Репруа
Репруа́ (груз. რეპრუა), Хапырюаш (абх. Ҳаҧырҩаш) — река в Абхазии, в Гагрском районе частично признанной Республики Абхазия, согласно административному делению Грузии — в Гагрском муниципалитете Абхазской Автономной Республики.
В некоторых источниках называется самой короткой рекой в мире. Длина реки составляет 18 метров.

## Описание
Представляет собой мощный выход подземной карстовой реки, которая через 18 метров вливается в Чёрное море. Репруа обеспечивает водозабор всей Гагры. Вода, питающая реку, собирается в пещерах, расположенных в высокогорье на плато Арабика на высоте 2500 м, в 12—15 км от побережья Чёрного моря. Река также питается от второй по глубине пещеры мира Крубера-Воронья. Является одной из самых холодных рек Черноморского побережья Кавказа.

## Легенда о происхождении
Согласно древней абхазской легенде, Репруа — слёзы дочерей подземного духа. На побережье Чёрного моря жил подземный дух с сыном и тремя дочерьми-близнецами. Подземный дух ковал для сына и воинов, защищавших единственный путь в Абхазию — Гагрский проход, оружие, делавшее его владельца непобедимым, а сёстры готовили еду и шили одежду. После смерти духа обновлять оружие стало некому, и сын вместе с соратниками погиб в неравном бою с несметными полчищами врагов, пришедших из далёких стран. Уйдя дальше на юг, враги завалили отверстия трёх пещер, через которые сёстры выходили к любимому брату на поверхность земли. Поняв, что брат убит, сёстры заплакали от великого горя, и от их слёз образовались ручьи, которые, пробившись через заваленные проходы, образовали речки Репруа, Аныхамца и Багерепста.